# 鮑爾布拉夫 (明尼蘇達州)
鮑爾布拉夫（英語：Ball Bluff）是位於美國明尼蘇達州艾特金縣鮑爾布拉夫鎮區的一個非建制地區。

## 地理
鮑爾布拉夫所處的海拔為高於海平面381米（即1250英呎），而該地所採用的時區為UTC-6，即北美中部時區（CST）。同時該地設有夏令時間，為UTC-6調快一小時，即UTC-5（CdT）。